# Cooperativa d'Almenar APRACOSA
La Cooperativa d'Almenar o APRACOSA és una cooperativa agrícola creada el 1965 a Almenar.
Almenar, juntament, amb altres poblacions de la riba de la Noguera Ribagorçana, totes elles regades per la séquia de Pinyana, durant els anys 60 i 70, foren el nucli antic de més densitat de plantacions d'arbres fruiters de Lleida, principalment perera, presseguer i pomera que marcaven les varietats i preus del mercat.
Apracosa va ser una de les primeres societats anònimes per a la comercialització de la fruita de Catalunya. Petits, mitjans i grans productors de l'horta d'Almenar i entorn foren la seva base i aquesta central hortofrutícola de producció pròpia va vendre igual a mercats nacionals com internacionals. El seu primer president fou Pere Serentill Miquel. Cap a la dècada dels 80 es donaren importants canvis en estatus i ampliació de capital i fou la família Raventós, de Raimat, qui en va obtenir, finalment, el control definitiu.
L'any 1973 l'Agrupació de Productors Agrícoles de la Comarca del Segrià, S. A. (APRACOSA) va obtenir un important  crèdit per a la seva ampliació de part del Ministeri d'Agricultura de Madrid.